# Metallica (음반)
| 전문가 평가                   | 전문가 평가 |
| 평가 점수                     | 평가 점수   |
| 출처                          | 점수        |
| ----------------------------- | ----------- |
| AllMusic                      | [ 1 ]       |
| Chicago Tribune               | [ 2 ]       |
| Encyclopedia of Popular Music | [ 3 ]       |
| Entertainment Weekly          | B+          |
| Los Angeles Times             | [ 5 ]       |
| MusicHound Rock               | [ 6 ]       |
| Pitchfork                     | 7.7/10      |
| Q                             | [ 8 ]       |
| Rolling Stone                 | [ 9 ]       |
| Select                        | [ 10 ]      |

《Metallica》(일반적으로 《Black Album》으로 알려져 있음)는 미국의 헤비 메탈 밴드 메탈리카의 다섯 번째 스튜디오 음반이다. 1991년 8월 12일, 엘렉트라 레코드에서 발매되었다. 녹음 세션은 로스앤젤레스의 원 온 원 레코딩 스튜디오에서 8개월 동안 진행되었으며, 메탈리카는 새로운 프로듀서 밥 록과 자주 대립했다. 이 음반은 밴드의 음악이 이전 네 장의 음반에서 스래시 메탈 스타일에서 더 느리고 무겁고 세련된 사운드로 변화한 것을 기념한다.
메탈리카는 일련의 투어를 통해 《Metallica》를 홍보했다. 또한 싱글 〈Enter Sandman〉, 〈The Unforgiven〉, 〈Nothing Else Matters〉, 〈Wherever I May Roam〉, 〈Sad but True〉를 홍보하기 위해 싱글 5곡을 발표했는데, 이 곡들은 모두 밴드의 가장 잘 알려진 곡 중 하나로 꼽혔다. 〈Don't Tread on Me〉라는 곡도 음반 발매 직후 록 라디오에 공개되었지만 상업용 싱글은 공개되지 않았다.
《Metallica》는 광범위한 비평가들의 찬사를 받으며 밴드의 베스트셀러 음반이 되었다. 이 음반은 10개국 중 1위로 데뷔하여 4주 연속 빌보드 200 1위를 차지했으며, 음반 차트에서 1위를 차지한 최초의 음반이 되었다. 전 세계적으로 3천만 장 이상 판매된 《Metallica》는 전 세계에서 가장 많이 팔린 음반 중 하나이며, 닐슨 사운드스캔 추적이 시작된 이래 미국에서 가장 많이 팔린 음반 중 하나이기도 한다. 이 음반은 2012년 미국 음반 산업 협회로부터 16배 플래티넘 인증을 받았으며, 미국에서 1,600만 장 이상 판매되었으며, 사운드스캔 시대 최초의 음반이다.
이 밴드는 2012 European Black Album Tour에서 《Metallica》를 역순으로 연주했다. 2020년에는 《롤링 스톤》의 "역사상 가장 위대한 음반 500장" 목록에서 235위에 올랐다. 2019년 12월, 《Metallica》는 미국 역사상 네 번째로 빌보드 200에서 550주 대기록에 진입한 음반이 되었다. 또한 핑크 플로이드의 《The Dark Side of the Moon》 (1973년)에 이어 역사상 두 번째로 긴 차트 전통 타이틀이자 음반 차트에서 550주를 보낸 두 번째 음반이 되었다.

## 배경 및 녹음
《Metallica》가 녹음할 당시 밴드의 노래는 프론트맨 제임스 헷필드와 드러머 라스 울리히가 주로 작곡했으며, 헷필드가 작사가로 참여했다. 두 사람은 캘리포니아주 버클리에 있는 울리히의 집에서 함께 작곡하는 경우가 많았다. 밴드의 다른 멤버인 리드 기타리스트 커크 해밋과 베이시스트 제이슨 뉴스테드가 몇 가지 노래 아이디어와 콘셉트를 구상했다. 예를 들어, 뉴스테드는 원래 기악으로 제작될 예정이었던 〈My Friend of Misury〉의 메인 리프를 작곡했는데, 그 중 하나는 이전의 모든 메탈리카 음반에 수록되어 있었다. 이 곡들은 1990년 중반에 두 달 만에 작곡되었으며, 그 중 일부에 대한 아이디어는 Damaged Justice 투어에서 비롯되었다. 메탈리카는 밥 록의 머틀리 크루의 《Dr. Feelgood》 (1989년) 프로듀싱 작업에 깊은 인상을 받고 그를 음반 작업에 고용하기로 결정했다. 처음에 밴드 멤버들은 록이 음반을 프로듀싱하는 데 관심이 없었지만 마음을 바꿨다. 울리히는 "우리는 여전히 최고의 음반을 보유하고 있으며 밥 록이 음반을 만드는 데 도움을 줄 수 있다고 느꼈다"라고 말했다.
1990년 8월 13일에 〈Enter Sandman〉, 〈The Unforgiven〉, 〈Nothing Else Matters〉, 〈Wherever I May Roam〉 등 네 가지 음반 데모가 녹음되었다. 리드 싱글 〈Enter Sandman〉은 가장 먼저 작곡된 곡이자 마지막으로 가사를 받은 곡이다. 1990년 10월, 〈Sad but True〉의 데모가 녹음되었다. 1990년 10월, 메탈리카는 음반 녹음을 위해 캘리포니아주 로스앤젤레스의 원 온 원 레코딩 스튜디오와 브리티시컬럼비아주 밴쿠버의 리틀 마운틴 사운드 스튜디오에서 약 일주일간 녹음을 시작했다. 1991년 6월 2일, 〈Holier than Thou〉의 데모가 녹음되었다. 헷필드는 이 녹음에 대해 "우리가 진정으로 원했던 것은 라이브 느낌이었습니다. 과거에 라스와 저는 커크와 제이슨 없이 리듬 파트를 구성했습니다. 이번에는 스튜디오에서 밴드 유닛으로 연주해보고 싶었습니다. 빛을 발하고 더 많은 분위기를 느낄 수 있습니다."
록은 메탈리카 음반을 처음 제작했기 때문에 밴드가 다른 방식으로 음반을 만들도록 했고, 그는 밴드가 개별적으로 음반을 제작하지 않고 공동으로 노래를 녹음하도록 요청했다. 또한 그는 트랙을 라이브로 녹음하고 헷필드의 하모니 보컬을 사용할 것을 제안했다. 록은 이 작업이 "쉽다"고 예상했지만 밴드와 작업하는 데 어려움을 겪었고, 음반의 측면에 대해 밴드 멤버들과 자주 논쟁을 벌였다. 록은 헷필드가 더 나은 가사를 쓰기를 원했고, 메탈리카와의 경험을 바탕으로 한 녹음이 실망스러웠다. 녹음 경험이 너무 스트레스를 많이 받아 록은 잠시 다시는 밴드와 함께 일하지 않겠다고 맹세했다.
록은 밴드가 완벽주의자였기 때문에 원하는 사운드를 얻기 위해 필요한 만큼의 테이크를 녹음해야 한다고 주장했다. 이 음반은 세 번 리믹스되었으며 제작비는 미화 100만 달러에 달했다. 문제가 된 제작은 울리히, 해밋, 뉴스테드가 아내와 이혼하는 시기와 겹쳤으며, 해밋은 "유죄와 실패의 느낌을 음악에 담아 음악에 전달하고 긍정적인 것을 얻기 위해" 이것이 두 사람의 연주에 영향을 미쳤다고 말했다.

## 곡 목록
모든 곡들은 특별한 언급이 없는 한 제임스 헷필드와 라스 울리히에 의해 작사/작곡하였다.
| #   | 제목                 | 작사·작곡                       | 재생 시간 |
| --- | -------------------- | ------------------------------- | --------- |
| 1.  | Enter Sandman        | 헷필드, 울리히, 커크 해밋       | 5:31      |
| 2.  | Sad but True         |                                 | 5:24      |
| 3.  | Holier than Thou     |                                 | 3:47      |
| 4.  | The Unforgiven       | 헷필드, 울리히, 해밋            | 6:27      |
| 5.  | Wherever I May Roam  |                                 | 6:44      |
| 6.  | Don't Tread on Me    |                                 | 4:00      |
| 7.  | Through the Never    | 헷필드, 울리히, 해밋            | 4:04      |
| 8.  | Nothing Else Matters |                                 | 6:28      |
| 9.  | Of Wolf and Man      | 헷필드, 울리히, 해밋            | 4:16      |
| 10. | The God That Failed  |                                 | 5:08      |
| 11. | My Friend of Misery  | 헷필드, 울리히, 제이슨 뉴스테드 | 6:49      |
| 12. | The Struggle Within  |                                 | 3:53      |

## 인증
| 국가                                                                                         | 인증         | 판매량/출하량     |
| -------------------------------------------------------------------------------------------- | ------------ | ----------------- |
| 아르헨티나 (CAPIF)                                                                           | 5× 플래티넘  | 300,000^          |
| 오스트레일리아 (ARIA)                                                                        | 13× 플래티넘 | 910,000           |
| 오스트리아 (IFPI 오스트리아)                                                                 | 2× 플래티넘  | 100,000*          |
| 벨기에 (BEA)                                                                                 | 2× 플래티넘  | 100,000*          |
| 캐나다 (뮤직 캐나다)                                                                         | 다이아몬드   | 1,000,000^        |
| 덴마크 (IFPI Danmark)                                                                        | 8× 플래티넘  | 160,000           |
| 핀란드 (Musiikkituottajat)                                                                   | 2× 플래티넘  | 118,956           |
| 프랑스 (SNEP)                                                                                | 플래티넘     | 300,000*          |
| 독일 (BVMI)                                                                                  | 4× 플래티넘  | 2,000,000         |
| 이탈리아 (FIMI) sales since 2009                                                             | 2× 플래티넘  | 100,000*          |
| 일본 (RIAJ)                                                                                  | 플래티넘     | 200,000^          |
| 멕시코 (AMPROFON)                                                                            | 골드         | 75,000^ / 210,000 |
| 네덜란드 (NVPI)                                                                              | 2× 플래티넘  | 200,000^          |
| 뉴질랜드 (RMNZ)                                                                              | 10× 플래티넘 | 150,000^          |
| 노르웨이 (IFPI 노르웨이)                                                                     | 3× 플래티넘  | 150,000*          |
| 폴란드 (ZPAV)                                                                                | 플래티넘     | 20,000            |
| 스웨덴 (GLF)                                                                                 | 플래티넘     | 100,000^          |
| 스위스 (IFPI 스위스)                                                                         | 3× 플래티넘  | 150,000^          |
| 튀르키예                                                                                     | —            | 300,000           |
| 영국 (BPI)                                                                                   | 3× 플래티넘  | 900,000           |
| 미국 (RIAA)                                                                                  | 16× 플래티넘 | 17,300,000        |
| 요약                                                                                         |              |                   |
| 전 세계                                                                                      | —            | 30,000,000        |
| *판매량을 기반으로 한 인증 · ^출하량을 기반으로 한 인증 · 판매량+스트리밍을 기반으로 한 인증 |              |                   |